# Comptosia bifasciata
Comptosia bifasciata är en tvåvingeart som först beskrevs av Macquart 1850.  Comptosia bifasciata ingår i släktet Comptosia och familjen svävflugor. Inga underarter finns listade i Catalogue of Life.